# A cappella
Az a cappella elnevezés hangszerkíséret nélküli többszólamú kórusműre, annak előadásmódjára, illetve előadóira egyaránt utalhat. 

## Története
Eredetileg csak polifon egyházi zenére alkalmazták, ma főként hangszeres kíséret nélküli énekkari előadásmódot jelöl. Az olasz nyelvből a 16. században elterjedt kifejezés jelentése: „templomi stílusban”, és onnan ered, hogy a Sixtus-kápolna karzatán csak az énekeseknek volt hely. A stílus a 15. században alakult ki, csúcsát a 16. század végén Palestrina műveiben érte el. Helyét a 17. században a kantáta műfaja vette át, amelyben az éneket már hangszeres szólamok kísérték. Nemcsak a klasszikus zene, hanem könnyűzene megszólaltatására is alkalmas.

## Nevezetes külföldi a cappella előadók
- Bobby McFerrin
- Die Prinzen
- Take 6
- King’s Singers
- Swingle Singers
- Manhattan Transfer
- New York Voices
- Lauluyhtye Rajaton
- Van Canto
- Mike Tompkins
- Voca People
- Pentatonix
- Home Free
- Loituma
- The Real Group
- DCapella
- VoicePlay

## Nevezetes magyar a cappella előadók
- Unicum Laude
- Four Fathers
- Fool Moon
- Bolyki Brothers
- Cotton Club Singers
- Vocal Gag Session
- Vivat Bacchus
- Nonstop
- Banchieri Énekegyüttes
- Capella Silentium
- Budapest Voices
- General Harmony Singers
- Jazzation
- Dalinda Archiválva 2020. augusztus 3-i dátummal a Wayback Machine-ben